# José L. Piedra

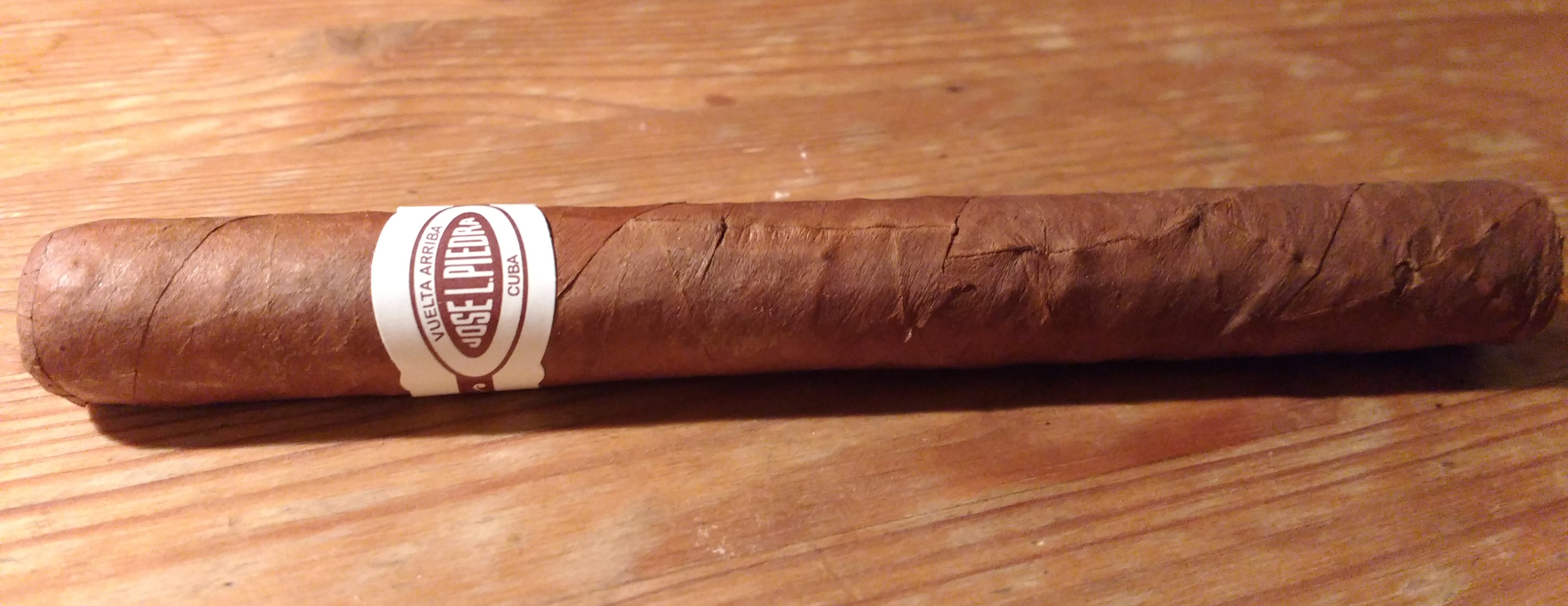
Zigarre der Marke José L. Piedra

José L. Piedra ist eine kubanische Zigarrenmarke. Sie wird durch die Firma Habanos S.A. weltweit vertrieben. Im Unterschied zu den anderen bekannten Habanos-Marken verwendet sie ausschließlich Tabake aus der Region Vuelta Arriba.

## Geschichte
Die Familie Piedra kam Mitte des 19. Jahrhunderts aus der spanischen Provinz Asturien nach Kuba, ließ sich in der Nähe der Stadt Santa Clara nieder und  begann dort mit der Zigarrenherstellung. In der zweiten Generation entwickelte José Lamadrid Piedra in den 1880er Jahren die heutige Marke. Die häufig rustikal verarbeiteten und preiswerten Zigarren gelten als mittelkräftig und würzig.
Die heutigen sieben Formate der José L. Piedra werden im traditionellen „totalmente a mano, tripa corta“ Verfahren hergestellt, d. h., sie sind vollständig von Hand gefertigte Shortfiller. Sie wurden mit Ausnahme des Formates „Petit Cazadores“ (2007) im Jahr 1996 eingeführt, nachdem die Marke Anfang der 1990er Jahre praktisch vom Markt verschwunden war. Die Produktion des Formates „Nacionales“ wurde 2013 eingestellt, sodass zukünftig nur noch sechs Formate im Handel sind.

## Formate
Handelsname – Vitola – Maße
- Petit Cazadores – Petit Cazadores (Petit Corona) – 105 × 17,1 mm (Ringmaß 43)
- Petit Cetros – Petit Cetros JLP (Short Panetela) – 127 × 15,1 mm (Ringmaß 38)
- Cremas – Cremas JLP (Corona) – 136 × 15,9 mm (Ringmaß 40)
- Brevas – Brevas JLP (Corona) – 133 × 16,7 mm (Ringmaß 42)
- Nacionales – Nacionales JLP (Corona) – 134 × 16,7 mm (Ringmaß 42)
- Conservas – Conservas JLP (Long Corona) – 140 × 17,5 mm (Ringmaß 44)
- Cazadores – Cazadores JLP (Long Corona) – 152 × 17 mm (Ringmaß 43)